# 스모키뒤쥐
스모키뒤쥐(Sorex fumeus)는 땃쥐과에 속하는 포유류의 일종이다. 캐나다 동부와 미국 북동부 지역에서 발견되는 중간 크기의 북아메리카 땃쥐이다.

## 아종
2종의 아종이 있다.
- Sorex fumeus fumeus
- Sorex fumeus umbrosus